# Nick Martin (giocatore di football americano 2002)
Nickolas Martin (Texarkana, 13 ottobre 2002) è un giocatore di football americano statunitense che milita nel ruolo di linebacker per i San Francisco 49ers della National Football League (NFL).

## Carriera universitaria
Nella sua prima stagione a Oklahoma State nel 2021, Martin fece registrare un tackle. Nel 2022 totalizzò 15 placcaggi in 13 presenze. Nel 2023 divenne stabilmente titolare. Nel sesto turno di quella stagione mise a segno 17 tackle, un sack e un intercetto nella vittoria su Kansas State. Due settimane dopo fece registrare altri 17 placcaggi nella vittoria su West Virginia. Nella settimana 12 mise a referto 12 tackle e un sack nella vittoria su Houston. A fine anno fu inserito nella formazione ideale della Big 12 Conference.

## Carriera professionistica

### San Francisco 49ers
Martin fu scelto nel corso del terzo giro (75º assoluto) del Draft NFL 2025 dai San Francisco 49ers.